# Pyrame et Thisbé
Pour les articles homonymes, voir Pyrame et Thisbé.

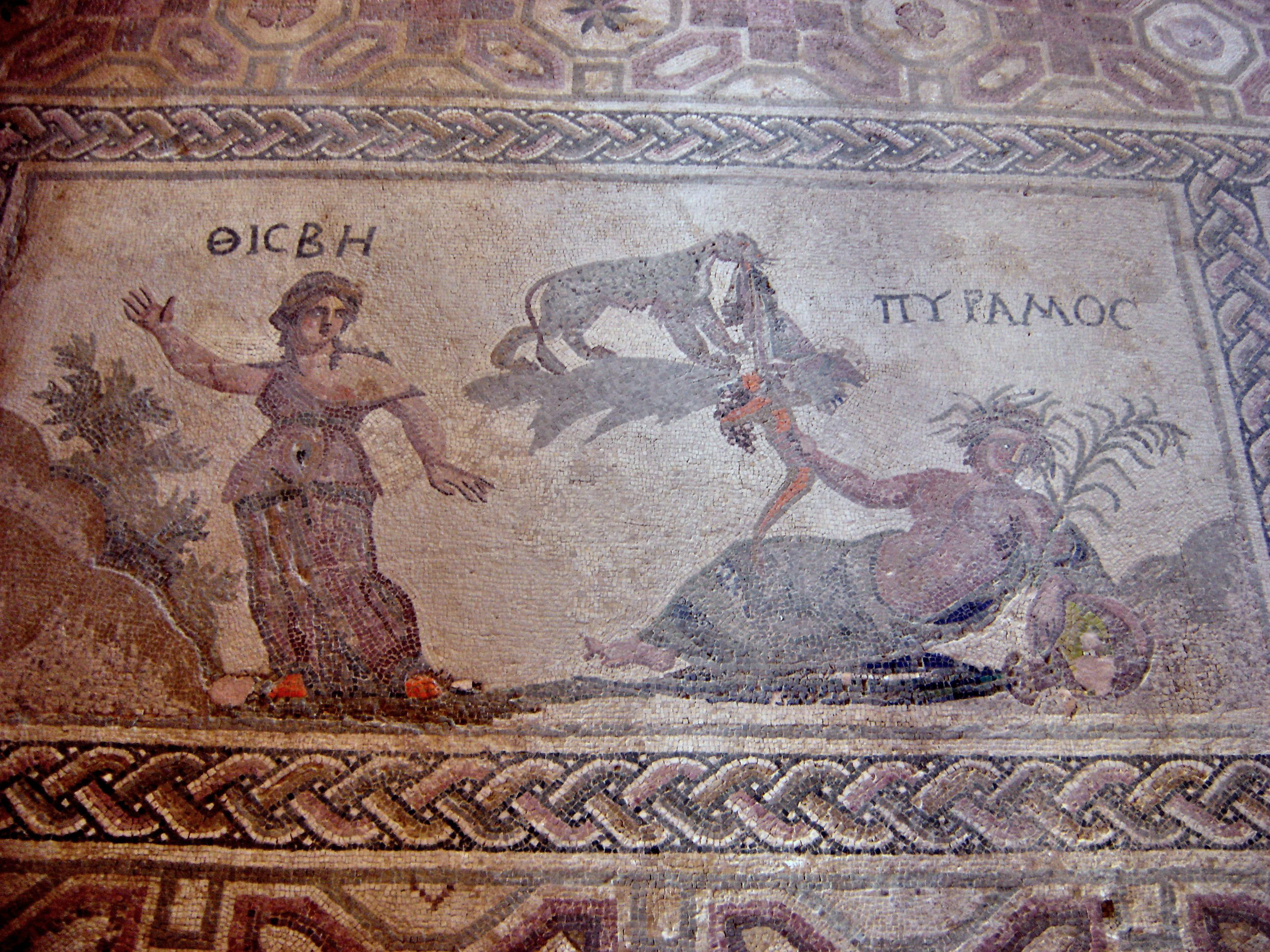
Pyrame et Thisbé sur une mosaïque romaine à Paphos (Chypre).

Pyrame et Thisbé (en grec ancien Πύραμος καὶ Θίσϐη / Púramos kaì Thísbê) sont deux amants légendaires de la mythologie grecque et romaine. Leur histoire, issue de la matière orientale, est à l'intersection du mythe et du romanesque.

## Mythe
Les noms sont mentionnés pour la première fois par Hygin, qui rapporte simplement leur double suicide. Mais c'est Ovide qui, dans ses Métamorphoses, décrit le premier leur légende en développant : Pyrame et Thisbé sont deux jeunes Babyloniens. Ils projettent de se retrouver une nuit en dehors de la ville, sous un mûrier blanc. Thisbé arrive la première, mais la vue d'une lionne à la gueule ensanglantée la fait fuir ; son voile lui échappe et il est déchiré par la lionne qui le souille de sang. Lorsque Pyrame arrive, il découvre le voile et les empreintes du fauve : croyant que Thisbé en a été victime, il se suicide, son sang éclaboussant les mûres blanches. Thisbé, revenant près du mûrier, découvre le corps de son amant et préfère se suicider à sa suite.

« Ô vous, parents trop malheureux ! Vous, mon père, et vous qui fûtes le sien, écoutez ma dernière prière ! Ne refusez pas un même tombeau à ceux qu'un même amour, un même trépas a voulu réunir ! Et toi, arbre fatal, qui de ton ombre couvres le corps de Pyrame, et vas bientôt couvrir le mien, conserve l'empreinte de notre sang ! Porte désormais des fruits symboles de douleur et de larmes, sanglant témoignage du double sacrifice de deux amants ! »

— Ovide (traduction. G. T. Villenave).
C'est de là que viendrait la couleur rouge des mûres d'après Ovide. De fait, dans la tradition latine, le terme de Pyramea arbor (« arbre de Pyrame ») était parfois utilisé pour désigner le mûrier. Depuis, la mûre symbolise les différentes phases de l'amour jusqu'à la passion dévastatrice puisque le fruit passe du blanc au rouge, puis au noir, lors des phases du mûrissement.
Plusieurs récits de l'Antiquité tardive (Nonnos ou le roman chrétien des Recognitiones) rapportent une version sensiblement différente de celle d'Ovide. Situant la scène en Cilicie, ils montrent Thisbé se suicidant la première lorsqu'elle se découvre enceinte (par peur de ses parents), suivie par Pyrame ; les deux amants sont ensuite métamorphosés, Pyrame en fleuve et Thisbé en source. De fait, un fleuve nommé Pyrame coule en Cilicie, cette attestation toponymique semblant montrer que cette version de la légende remonte à une tradition plus ancienne et mieux établie que celle donnée par Ovide.

## Évocations artistiques

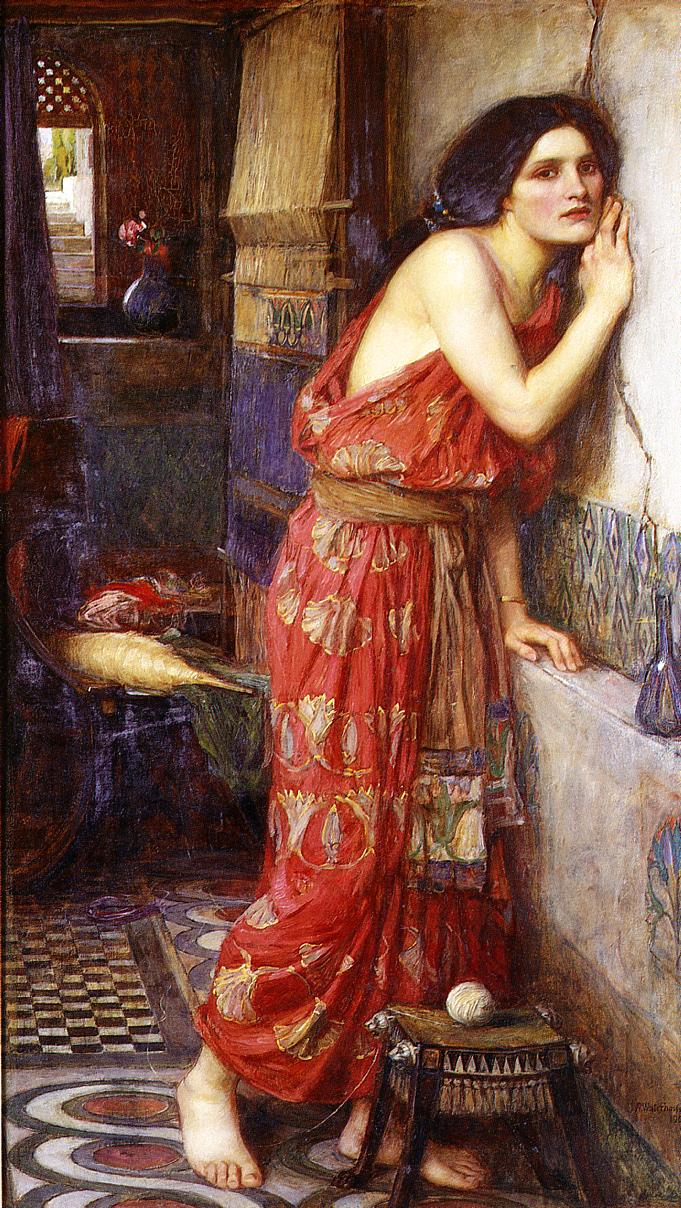
John William Waterhouse, Thisbé, 1909, collection privée. Thisbé écoute Pyrame qui lui parle à travers la faille du mur.

La légende de Pyrame et Thisbé a inspiré de nombreuses œuvres.
Au XIIe siècle, cette histoire est retranscrite dans un poème, adaptation française du récit de Pyrame et Thisbé d'après les Métamorphoses d'Ovide et dont il reste plusieurs manuscrits. Cette œuvre a été éditée en 1921 :
- Cornelis de Boer (Éditeur scientifique), Piramus et Tisbé : poème du XIIe siècle, Paris, H. Champion, coll. « Les classiques français du Moyen âge » (no 26), 1921, In-16, XII-55 p. (BNF 33559032). Réédité en 1968 sous le titre Pyrame et Thisbé : texte normand du XIIe siècle, Wiesbaden.

La plus célèbre adaptation est sans doute Roméo et Juliette de William Shakespeare (1595), inspiré de Giuletta e Romeo de Luigi da Porto, qui reprend librement l'intrigue de Pyrame et Thisbé. Shakespeare a également utilisé ce thème dans Le Songe d'une nuit d'été, où il est joué dans une version parodique pour le mariage de Thésée, duc d'Athènes, et Hippolyte, reine des Amazones.
Au XVIIe siècle, plusieurs tragédies françaises ont été composées sur le thème des amants malheureux, notamment par Jean Puget de La Serre, Pradon, et surtout Théophile de Viau avec Les Amours tragiques de Pyrame et Thisbé (1621), très appréciée en son temps.
En 1897, Edmond Rostand fait dire à son Cyrano de Bergerac dans la fameuse tirade du nez (acte I, scène 4) :

« Enfin parodiant Pyrame en un sanglot :
“Le voilà donc ce nez qui des traits de son maître
A détruit l'harmonie ! Il en rougit, le traître !” »

en référence à l'extrait de la tirade de Thisbé lors de la mort de son amant dans la pièce de Théophile de Viau :

« Ah voici le poignard qui du sang de son maître
S'est souillé lâchement. Il en rougit, le traître ! »

Elle inspira également des cantates et des opéras :
- Pyrame et Thisbé cantate : poème de Marie de Louvencourt ; mise en musique par Clérambault (1713)[4].
- Pyrame et Thisbé, cantate profane composée par Michel Pignolet de Montéclair vers 1716 ;
- Pyrame et Thisbé, tragédie lyrique en cinq actes et un prologue de François Francœur et François Rebel sur un livret de Jean-Louis Ignace de La Serre (1662-1756) représentée pour la première fois en 1726, reprise et remaniée en 1740, 1759 et 1771 ;
- Piramo e Tisbe de Johann Adolph Hasse, représenté en 1768 ;
- Piramo e Tisbe de Giuseppe Francesco Bianchi ;
- Piramo e Tisbe de Gaetano Andreozzi ;
- Piramo e Tisbe de Venanzio Rauzzini ;
- Piramo e Tisbe de Vincenzo Righini ;
- Piramo y Tisbe de Luis Mison.

Dans son roman Une vie, Maupassant fait référence à la légende de Pyrame et Thisbé qui est représentée sur la tapisserie de la chambre de Jeanne, et qui contribue à forger le caractère romantique de cette héroïne qui rêve d'un amour absolu et éternel, comme celui de Pyrame et Thisbé :

« Alors elle reconnut les malheurs de Pyrame et Thysbé ; et, quoiqu'elle sourît de la simplicité des dessins, elle se sentit heureuse d'être enfermée dans cette aventure d'amour qui parlerait sans cesse à sa pensée des espoirs chéris, et ferait planer, chaque nuit, sur son sommeil, cette tendresse antique et légendaire. »

Et des tableaux :

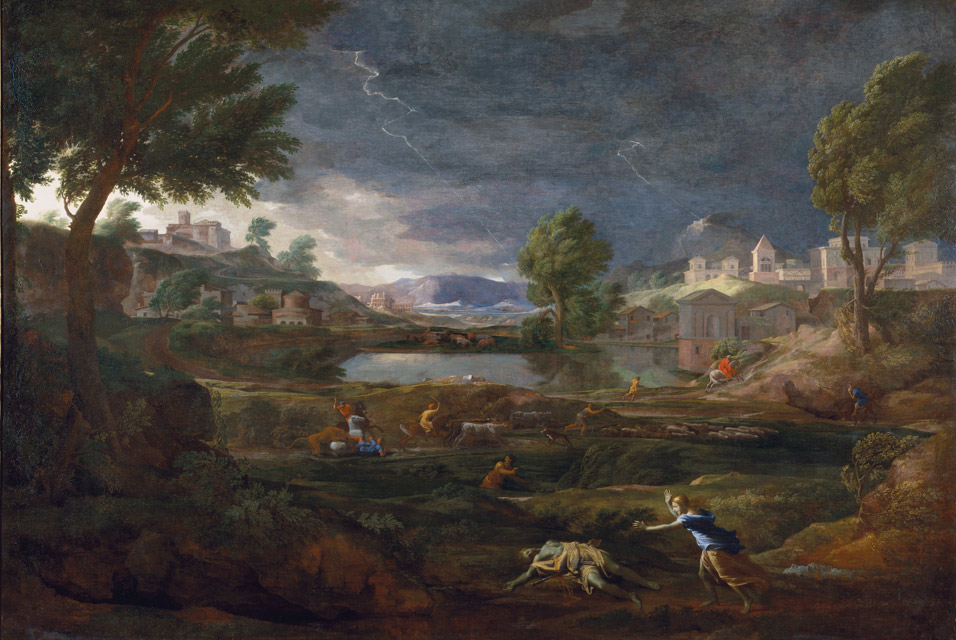
Paysage orageux avec Pyrame et Thisbé, de Nicolas Poussin (1651).

- Pyrame et Thisbé, huile sur bois de Hans Baldung Grien, vers 1530, Berlin, Staatliche Museen ;
- Paysage orageux avec Pyrame et Thisbé, huile sur toile de Nicolas Poussin, 1651, Francfort, Städel Kunstinstitut ;
- Pyrame et Thisbé, tableau d'Andrea Boscoli aux Offices de Florence ;
- Pyrame et Thisbé, tableau de Gregorio Pagani, Galeria degli Uffizi, Florence.
- Pyrame et Thisbé, François-Alfred Delobbe, huile sur toile, présenté au Salon de 1875, Musée des Beaux-Arts de Bernay;
- Thisbe, tableau de John William Waterhouse, 1909, coll. privée.
- Pyrame et Thisbé, Nicolaus Knüpfer, huile sur bois, Musée des Beaux-Arts de Pau.
- La mort de Pyrame et Thisbé. Huile sur toile. Vers 1624-1628 par Laurent de la Hyre. Musée Fabre à Montpellier.

## Mise en musique
- Pyrame et Thisbé, cantate de Louis-Nicolas Clérambault
- Pyrame et Thisbé, tragédie lyrique de François Rebel et François Francœur

## Télévision
- L'épisode 39 de La petite Olympe et les dieux (L'histoire d'amour de Piram et Tisbe) a pour sujet le mythe des deux amants.

## Sources
- Hygin, Fables [détail des éditions] [(la) lire en ligne] (CCXLII ; CCXLIII).
- Nonnos de Panopolis, Dionysiaques [détail des éditions] [lire en ligne] (VI, 347).